# Севастополь (футбольний клуб, 2014)
Футбольний клуб Севастополь або просто «Севастополь» — професіональний кримський футбольний клуб з Севастополя, заснований в 2014 році після окупації Криму російськими військами під назвою СКЧФ Севастополь. У сезоні 2014/15 був включений до складу першості другого дивізіону Росії. Домашні матчі проводить у спорткомплексі «Севастополь». Головний тренер команди Сергій Діев у вересні 2014 року переніс інсульт, після чого проходив процес відновлення і реабілітації. Під час його відсутності обов'язки головного тренера виконува Олег Лещинський.
Літньо-осінню частину турніру другого дивізіону 2014/15 СКЧФ завершив на 10 місці серед 11 команд 1 групи зони «Південь». Але з 1 січня 2015 року, відповідно до постанови виконавчого комітету УЄФА від 4 грудня 2014 року, клубу заборонено брати участь в змаганнях Російського футбольного союзу. У весняній частині 2015 року клуб брав участь у Всекримському турнірі за участю 20 команд по 10 в підгрупах «А» та В під керівництвом РФФК, в якому став переможцем.
У липні 2016 року клуб змінив назву на ФК «Севастополь».

## Історія
У 2002-2014 роках, до анексії Криму, в місті Севастополі існував футбольний клуб «Севастополь», який виступав у першостях України, генеральним спонсором якого багато років виступала компанія «Смарт-Холдинг», на чолі з Вадимом Новинським. Після окупації Криму Російською Федерацією в керівництві клубу стався розкол. Керівництво «Смарт-Холдингу», фактичного господаря клубу, виступало за участь ФК «Севастополь» в сезоні 2014/15 років в Прем'єр-лізі чемпіонату України. Президент же і засновник севастопольського клубу Олександр Красільніков хотів інтегрувати футбольний клуб півострова в чемпіонат Росії. У зв'язку з цим Красильников подав у відставку з поста президента клубу. Крім того, футбольний клуб «Севастополь», який був українською юридичною особою, не міг грати під юрисдикцією РФС. З урахуванням рекомендацій ФІФА та УЄФА, щоб уникнути юридичних проблем при входженні в РФС у Севастополі необхідно було організувати нову російську юридичну особу, яка ніколи раніше не було під юрисдикцією ФФУ.
3 червня 2014 року Олександра Красільніков заявив про створення нового клубу:
|  | У місті створено новий клуб як нова юридична особа — СКЧФ, який готовий брати участь в чемпіонаті Росії. Тобто мова йде не про колишній «Севастополь», а про новий клуб. У нас російський засновник. Ми подали всі документи, але не як український, а вже як російський колектив під іншою назвою. Ми як і раніше будемо базуватися в Севастополі — так як це частина Росії. |

29 липня 2014 року СКЧФ провів перший в історії матч. У контрольному поєдинку команда зіграла внічию з ялтинської «Жемчужиною», 1:1. Діями гравців керував тренер Сергій Діев. «Жемчужина» відкрила рахунок на 67-й хвилині. На 89-й СКЧФ відповів м'ячем Максима Назарова, який став автором першого голу в історії клубу. У першому матчі в складі СКЧФ грали: Науменко, Узбек, Колесник, Чарковський, Яблонський, Д. Шевчук (Штефан, 70), Шишкін, Гудзікевич (капітан), Жабокрицький (Богданов, 46), Мироненко (Назаров, 77), Тудаков.
31 липня 2014 року виконком Російського футбольного союзу допустив, а 8 серпня затвердив футбольний клуб СКЧФ серед учасників всеукраїнських змагань з футболу серед клубів другого дивізіону ПФЛ, зона «Південь».

### Сезон 2014/15

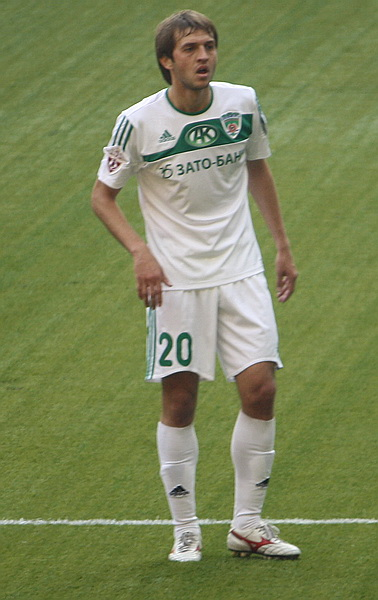
Андрій Кобенко — автор першого голу СКЧФ в офіційних матчах

12 серпня 2014 року СКЧФ пройшов процедуру заявки футболістів для участі в чемпіонаті Росії. За клуб було заявлено 15 осіб, серед яких не було жодного кримчанина. Так як ФІФА не зареєструвала клуб в системі реєстрації трансферів, СКЧФ не міг укладати контракти з футболістами, у яких трансферні сертифікати знаходилися в інших країнах. Склад був зібраний з гравців, які виступали в останнім часом в чемпіонаті Росії. Всі українські футболісти клубу пізніше були заявлені за СКЧФ Севастополь-2 у чемпіонат Криму.
В цей же день СКЧФ провів перший офіційний матч. В рамках 1/256 фіналу Кубка Росії в Сімферополі на стадіоні «Локомотив» севастопольці перемогли місцевий ТСК з рахунком 2:0. Першим голом у поєдинку на 31-й хвилині з пенальті відзначився Андрій Кобенко. 20 серпня СКЧФ дебютував у чемпіонаті Росії. В рамках третього туру другої ліги зони «Південь» севастопольці знову зустрілися з сусідами з ТСК. Матч, який відбувся в Севастополі, завершився поразкою господарів поля з рахунком 0:2. У вересні 2014 року головний тренер команди Сергій Дієв переніс інсульт, після чого проходив процес відновлення й реабілітації. Під час його відсутності обов'язки головного тренера команди виконував Олег Лещинський. 24 листопада в останньому матчі календарного року СКЧФ поступився новоросійському «Чорноморцю» і на зимові канікули пішов на десятому місці.
4 грудня на засіданні виконавчого комітету УЄФА було прийнято рішення про заборону з 1 січня 2015 року кримським клубам, одним з яких був і СКЧФ, брати участь в змаганнях, організованих РФС. У відповідь на це рішення вболівальники севастопольського клубу виступили з ініціативою проведення акції, спрямованої на підтримку севастопольського й кримського футболу. 14 грудня в рамках цієї акції був організований «Матч дружби», в якому збірній Севастополя протистояла збірна Криму. Основний час гри завершився з рахунком 2:2. У серії пенальті з рахунком 4:3 перемогу здобула збірна команда Севастополя.
У березні 2015 року севастопольський клуб подав заявку для участі в Кубку Криму-2015.
7 березня 2015 року «СКЧФ Севастополь» провів перший матч 1/8 фіналу Кубка Криму 2015 проти ФК «Таврія». А 14 березня відбувся матч-відповідь. Обидва матчі завершилися з однаковим рахунком 1:0 на користь «Таврії».
18 квітня 2015 року «СКЧФ Севастополь» провів перший матч Всекримського турніру проти «СКЧФ Севастополь-2». Результат — 8:0 на користь основного складу команди.
28 червня 2015 року відбувся фінальний матч Всекримського турніру між «СКЧФ Севастополь» і переможцем підгрупи «Б» ФК «Гвардієць» (смт Гвардійське). Матч завершився з рахунком 6:2.

## Досягнення

### Національні
- Всекримський турнір
  -  Чемпіон (1): 2015

- Чемпіонат Криму
  -  Чемпіон (1): 2015/16

### Історія виступів
Станом на 27 грудня 2014 року
| Сезон   | Ліга | Ліга                                     | Ліга                  | Ліга | Ліга | Ліга | Ліга | Ліга | Ліга | Ліга | Ліга              | Кубок Росії Кубок КФС | Посилання                   |
| Сезон   | Р    | Дивізіон                                 | Місце                 | Іг   | В    | Н    | П    | ЗМ   | ПМ   | О    | Бомбардир         | Кубок Росії Кубок КФС | Посилання                   |
| ------- | ---- | ---------------------------------------- | --------------------- | ---- | ---- | ---- | ---- | ---- | ---- | ---- | ----------------- | --------------------- | --------------------------- |
| 2014/15 | 3    | Другий дивізіон, зона «Південь», 1 група | результати анульовані | 17   | 3    | 5    | 9    | 10   | 23   | 14   | Кобенко (3)       | 1/32 фіналу           | [ 24 ] [ 25 ] [ 26 ] [ 27 ] |
| 2015    | 1    | Всекримський турнір                      | 1                     | 10   | 10   | 0    | 0    | 58   | 8    | 30   | Жабокрицький (15) |                       |                             |
| 2015/16 | 1    | Прем'єр-ліга КФС                         | 2                     | 28   | 15   | 9    | 4    | 53   | 25   | 54   | Плешаков (10)     | Фіналіст              |                             |
| 2016/17 | 1    | Прем'єр-ліга КФС                         | 1                     | 28   | 18   | 4    | 6    | 65   | 37   | 58   | Прокопенко (14)   | 1/2 фіналу            |                             |
| 2017/18 | 1    | Прем'єр-ліга КФС                         | 2                     |      |      |      |      |      |      |      |                   | Фіналіст              |                             |

### Найбільші перемоги й поразки
Перемоги
- Севастополь — Динамо (Саки) — 14:3 (2015)
- Севастополь — Беркут (Армянськ) — 6:0 (2015/16)

Поразки:
- Севастополь — Кримтеплиця — 1:4 (2016/17)

## Символіка

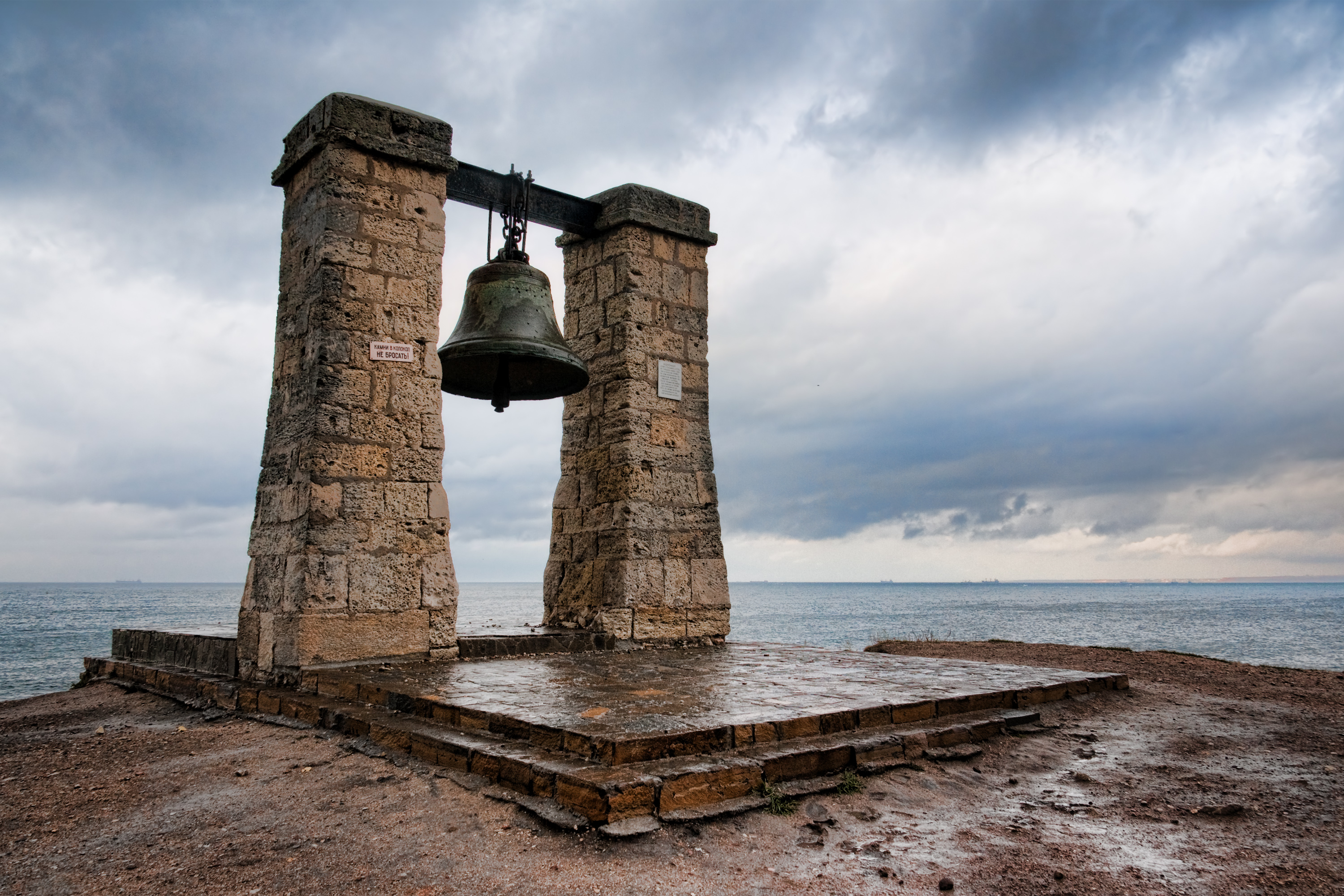
Дзвін у Херсонесі

На емблемі зразка 2014 року, фактично скопійованої з емблеми колишнього українського клубу «Севастополь», був зображений херсонеський Туманний дзвін, вписаний в коло з футбольним м'ячем і біло-синьою смугою в лівій частиніи. У 2016 році емблема була змінена — тепер на ній зображений герб міста, вписаний в коло з футбольним м'ячем і біло-світло-синьо-червоною стрічкою.
Гімном СКЧФ є пісня «Легендарний Севастополь», написана на музику Вано Мураделі і слова Петра Градова, яка також є й гімном міста Севастополя.

## Стадіон

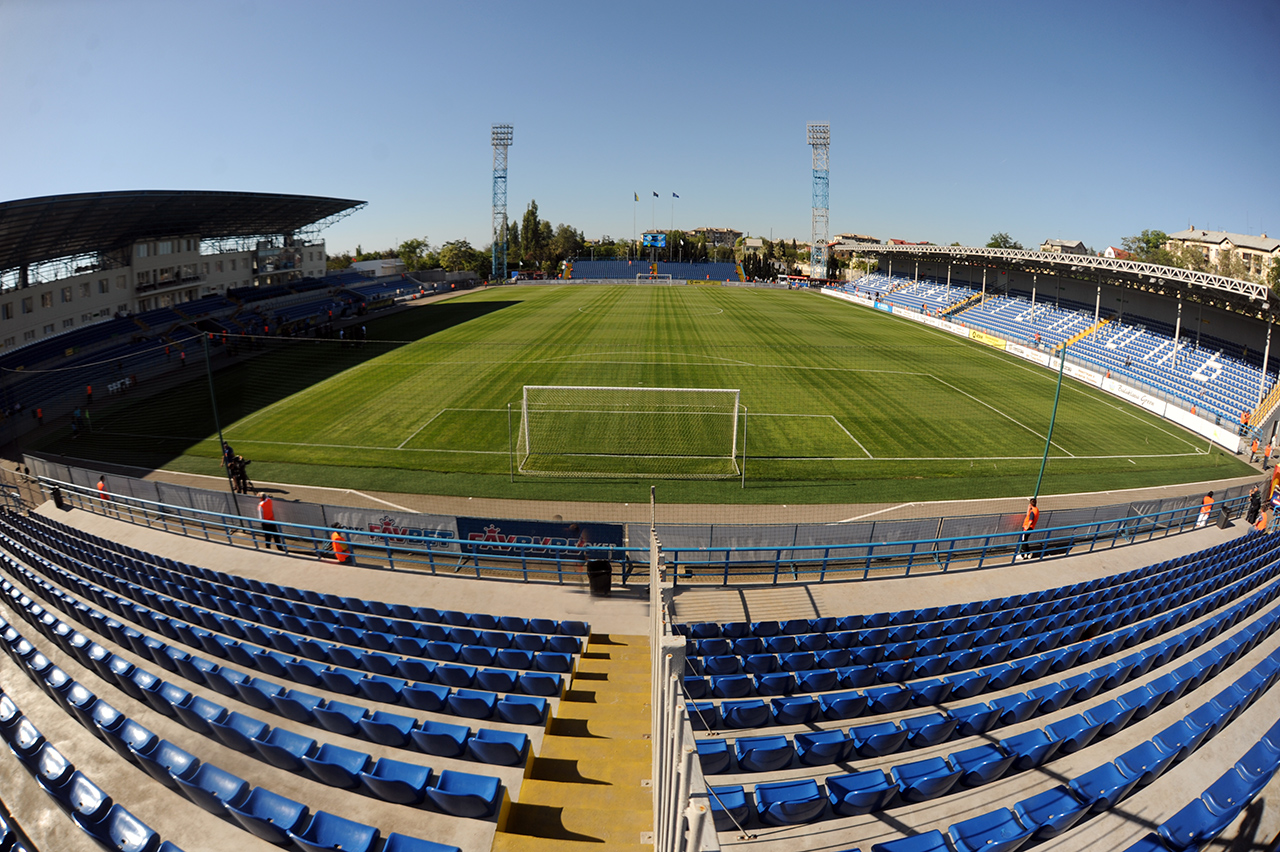
СК «Севастополь»

Свої домашні матчі СКЧФ проводить на полі республіканського спортивного комплексу «Севастополь», місткість трибун якого становить 5 644 місця. Стадіон був відкритий в серпні 2011 року після повної реконструкції. Від старого стадіону залишилося лише розташування й спільний фундамент. Місткість арени до реконструкції становила 1 390 осіб.

## Керівництво і тренерський штаб
Станом на 31 травня 2018 року:
| Посада                     | Ім'я                 |
| -------------------------- | -------------------- |
| Генеральний директор       | Валерій Чалий        |
| Головний тренер            | Олексій Грачов       |
| Начальник команди          | Микола Таран         |
| Помічник головного тренера | Олександр Білобаба   |
| Помічник головного тренера | Сергій Величко       |
| Помічник головного тренера | Олександр Сокоренко  |
| Тренер воротарів           | Андрій Тарахтій      |
| Тренер з ОФП               | Михайло Дмитрієв     |
| Адміністратор              | Юрій Доброволянський |
| Лікар команди              | Сергій Водзинський   |

## Головні тренери
- Сергій Дієв (2014—2015)
- Олег Лещинський (2015—2016)
- Олексій Грачов (2016 — н.ч.)

## Відомі гравці
- Дмитро Матвієнко
- Сергій Науменко
- Петро Опарін
- Олег Солович
- Роман Кліментовський
- Матвій Гуйганов
- Сергій Ференчак
- Антон Голенков
- Редван Османов
- Олександр Жабокрицький
- Євген Прокопенко